# 富山県道134号奥田杉田線
富山県道134号奥田杉田線（とやまけんどう134ごう おくだすぎたせん）は富山県富山市内を通る一般県道である。

## 概要

### 路線データ
- 起点：富山県富山市八尾町奥田（富山県道344号千里八尾線交点）
- 終点：富山県富山市八尾町杉田平岩（富山県道35号立山山田線・富山県道219号杉田高日附線交点）
- 実延長：4,404m

## 沿革
- 1995年（平成7年）4月1日 - 認定[1]

## 地理

### 通過する自治体
- 富山県富山市

### 接続する道路
- 富山県道344号千里八尾線（起点：富山市八尾町奥田）
- 国道472号（富山市八尾町翠尾）
- 富山県道218号館本郷添島線（富山市八尾町田中）
- 富山県道219号杉田高日附線（富山市婦中町広田 - 杉田交差点（終点）で重複）
- 富山県道7号富山八尾線（富山市婦中町広田）（「富山県道219号杉田高日附線」との重複区間内）
- 富山県道35号立山山田線（終点：杉田交差点）

### 周辺
- 富山市立保内小学校
- 井田川
- 神通川